# A Light That Never Comes
«A Light That Never Comes» (в переводе с англ. — «Свет, которого никогда не будет») — песня, записанная американской рок-группой Linkin Park при участии музыканта Стива Аоки специально для альбома ремиксов Recharged. Композиция является первым треком альбома; переработанная версия «A Light That Never Comes», созданная Риком Рубином, стала завершающей песней Recharged. 16 сентября 2013 года «A Light That Never Comes» выпущена для радио и как промосингл для потоковой передачи на онлайн-сервисе Xbox Music. Релиз композиции на CD состоялся 11 октября 2013. Тем самым «A Light That Never Comes» стал 26 коммерческим синглом в дискографии Linkin Park.
21 января 2014 года был выпущен мини-альбом A Light That Never Comes (Remixes), на котором представлены ремиксы на композицию «A Light That Never Comes» от различных музыкантов и диджеев, в том числе и от Рика Рубина. Композиция также прозвучала в фильме «Неудержимые 3», вышедшем на экраны в августе 2014 года.

## О сингле

### Запись и продвижение
По поводу «A Light That Never Comes» в одном из интервью Майк Шинода сказал: 
Крутость и органичность этой песни состоит в нашей совместной работе… Стив Аоки и я впервые заговорили об этом [сотрудничестве] в Твиттере, после чего мы общались по электронной почте, а затем начали скидывать друг другу музыкальные фрагменты.
Оригинальный текст (англ.)The coolest part about the song is it was really organic in how it came together ... Steve Aoki and I first talked on Twitter, and then we were emailing, and then we started throwing music back and forth.
В интервью 30 августа 2013 года Шинода заявил, что запись «A Light That Never Comes» началась «не менее чем полгода назад». Также он уточнил, что работа над материалом велась не постоянно, позже добавив: «Поток идей может нахлынуть всякий раз, когда ты осознаёшь, что можешь придумать что-то новое».
Превью-ролик песни был впервые показан на канале HBO в начале сентября 2013, после чего 16 сентября «A Light That Never Comes» попала в ротацию различных радиостанций и появилась на Xbox Music. Помимо этого трек стал доступен для прослушивания при прохождении флеш-игры Linkin Park Recharge на Facebook. На официальном канале Linkin Park на YouTube также было размещено лирик-видео «A Light That Never Comes».

### Музыкальный клип
6 октября 2013 Джо Хан сообщил, что видеоклип «A Light That Never Comes» находится в стадии завершения. Хан это подтвердил фотографиями съёмок, которые он выложил на своём профиле в Instagram. Клип был доступен для просмотра на официальном канале Linkin Park в YouTube с 17 октября, уже после релиза сингла на компакт-диске. «A Light That Never Comes» снят с использованием компьютерной графики. В видео изображён виртуальный мир, где находятся участники группы Linkin Park. Также в клипе показан Стив Аоки, представленный в виде огромной статуи подобной роботу-андроиду. В течение всего видеоряда периодически появляется изображение женщины.
Вскоре после выхода клипа на сайте Dell был выложен видеоролик о процессе съёмки «A Light That Never Comes».

### Концертное исполнение
Впервые песня «A Light That Never Comes» была исполнена Честером Беннингтоном, Майком Шинодой и Стивом Аоки 10 августа 2013 года на Summer Sonic Festival в Токио, Япония. Аоки признался, что, по его мнению, выступление было «сырым», в то время как Шинода заявил, что нет никаких планов по поводу этой композиции, однако музыкант добавил, что не отрицает возможные повторные концертные исполнения «A Light That Never Comes».
В дальнейшем трек всё-таки исполнялся музыкантами на концертах: 15 ноября Беннингтон, Шинода и Аоки, совместно с Тревисом Бейкером сыграли песню во время выступления в Shrine Auditorium и Expo Hall, а 26 музыканты сыграли «A Light That Never Comes» на шоу Джимми Киммел в прямом эфире. Кроме того, песня была исполнена полным составом Linkin Park в выставочном зале Лас-Вегаса «The Joint» 9 января 2014 года.

### Отзывы критиков и продажи
Сайтом Stupid Dope сингл был воспринят положительно. Обозреватель Джесси Джеймс описал «A Light That Never Comes», как «трек до отказа набитый наркотической энергией, тяжёлыми мелодичными элементами, и, конечно же, фирменный саунд Linkin Park с приятным сочетанием звука Стива Аоки».
За первую неделю в США сингл был продан тиражом более 55 000 экземпляров.

## Список композиций
| №  | Название                                    | Длительность |
| -- | ------------------------------------------- | ------------ |
| 1. | «A Light That Never Comes» (со Стивом Аоки) | 3:49         |

| №  | Название                                    | Длительность |
| -- | ------------------------------------------- | ------------ |
| 1. | «A Light That Never Comes» (со Стивом Аоки) | 3:49         |
| 2. | «Until It Breaks» (Datsik Remix)            | 6:00         |

| №  | Название                                        | Длительность |
| -- | ----------------------------------------------- | ------------ |
| 1. | «A Light That Never Comes» (Rick Rubin Reboot)  | 4:40         |
| 2. | «A Light That Never Comes» (Vicetone Remix)     | 3:53         |
| 3. | «A Light That Never Comes» (Angger Dimas Remix) | 4:53         |
| 4. | «A Light That Never Comes» (Twoloud Remix)      | 5:40         |
| 5. | «A Light That Never Comes» (Coone Remix)        | 5:45         |
| 6. | «A Light That Never Comes» (Vicetone Dub Mix)   | 4:57         |
| 7. | «A Light That Never Comes» (Brian Yates Remix)  | 4:00         |

## Участники записи
- Честер Беннингтон — вокал
- Майк Шинода — речитатив, ритм-гитара, клавишные, фортепиано, соло-гитара, бас-гитара, ударные
- Стив Аоки — продюсирование, программинг

## Чарты
| Чарт (2013)                                        | Лучшая позиция |
| -------------------------------------------------- | -------------- |
| Australia (ARIA)                                   | 56             |
| Австрия (Ö3 Austria Top 40)                        | 21             |
| Бельгия/Валлония (Ultratip Bubbling Under)         | 21             |
| Канада (Billboard Canadian Hot 100)                | 51             |
| Франция (SNEP)                                     | 81             |
| Германия (GfK)                                     | 8              |
| Ирландия (IRMA)                                    | 72             |
| Италия (FIMI)                                      | 30             |
| Япония (Billboard Japan Hot 100)                   | 71             |
| Польша (Polish Airplay Top 100)                    | 15             |
| Португалия (Billboard Portugal Digital Song Sales) | 47             |
| Шотландия (OCC Scotland)                           | 29             |
| Словакия (Rádio — Top 100)                         | 73             |
| Швейцария (Schweizer Hitparade)                    | 15             |
| Великобритания (OCC UK Singles)                    | 34             |
| Великобритания (OCC UK Dance)                      | 8              |
| США (Billboard Hot 100)                            | 65             |
| США (Billboard Hot Dance/Electronic Songs)         | 8              |
| США (Billboard Hot Rock & Alternative Songs)       | 11             |
| США (Billboard Rock & Alternative Airplay)         | 15             |
| США (Billboard Alternative Airplay)                | 7              |

| Чарт (2013)                    | Позиция |
| ------------------------------ | ------- |
| Germany (Media Control Charts) | 91      |
| US Hot Rock Songs (Billboard)  | 55      |

## История релиза
| Дата             | Территория | Лейбл                                          | Формат(ы)             |
| ---------------- | ---------- | ---------------------------------------------- | --------------------- |
| 16 сентября 2013 | Мир        | Warner Bros. Records                           | Потоковое мультимедиа |
| 11 октября 2013  | Австрия    | Warner Bros. Records / Machine Shop Recordings | Компакт-диск          |
| 11 октября 2013  | Германия   | Warner Bros. Records / Machine Shop Recordings | Компакт-диск          |
| 11 октября 2013  | Швейцария  | Warner Bros. Records / Machine Shop Recordings | Компакт-диск          |
| 21 января 2014   | Мир        | Warner Bros. Records / Dim Mak Records         | Цифровая дистрибуция  |